# David Mazouz
David Albert Mazouz (Los Ángeles, California; 19 de febrero de 2001) es un actor estadounidense conocido por su papel en la serie Gotham, en la que interpretaba a Bruce Wayne / Batman de joven. Desde 2012 hasta 2013 protagonizó junto a Kiefer Sutherland la serie Touch como Jake Bohm, un niño con  autismo.

## Vida personal
Mazouz nació en Los Ángeles, California, en una familia judía sefardí. Su padre, Michel Mazouz, es un médico nacido en Túnez, y su madre, Rachel Cohen, es una psicoterapeuta nacida en Estados Unidos, de padres griegos. David tiene además una hermana llamada Rebecca.
Le fascinan la geografía y los mapas, y le gusta ver películas, escribir letras de canciones, tocar la guitarra, cantar, bailar y actuar.
David toma clases de guitarra. Cuando celebró su cumpleaños número 13 celebró su bar mitzvah, y su coestrella Kiefer Sutherland le regaló una guitarra. Le gusta pasar tiempo con sus perros, sus amigos de la escuela y su hermana.
David ha estudiado teatro musical e improvisación con las compañías teatrales Second City y The Improv, donde escribió su propio material. El objetivo de David es trabajar con sus ídolos, entre ellos Steven Spielberg, Tina Fey, Kristen Wiig, J. J. Abrams, Tim Burton, Leonardo DiCaprio, Robert Downey Jr. y David O. Russell.

## Carrera

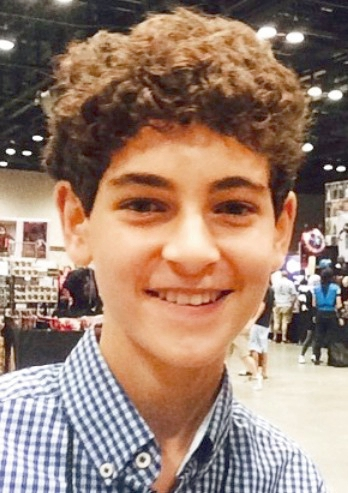
David Mazouz en 2015.

Junto con su próspera carrera en televisión, Mazouz mostró su versatilidad en la película de terror Sanitarium, la cual protagonizó junto a Malcolm McDowell, Lou Diamond Phillips, Lacey Chabert, Chris Mulkey y Robert Englund. Mazouz también iba a aparecer en la película Conversaciones con Andy, en el papel de Preston, un niño de diez años que se ve obligado a lidiar con el divorcio de sus padres. El reparto incluyó a Ty Simpkins y Willow Shields.
En el verano de 2013 rodó la película El inventor de juegos, junto a Joseph Fiennes y Ed Asner, en el rol de un niño que se convierte en un inventor de juegos, el cual pierde a sus padres y se embarca en un viaje para descubrir el misterio tras su desaparición y así rescatarlos. Rodada en Argentina en 3D, la película fue lanzada en el verano de 2014.
Otros créditos en televisión incluyen las series Mike & Molly, The Office, Private Practice, Criminal Minds, Gotham, Touch y drop dead diva.

## Filmografía

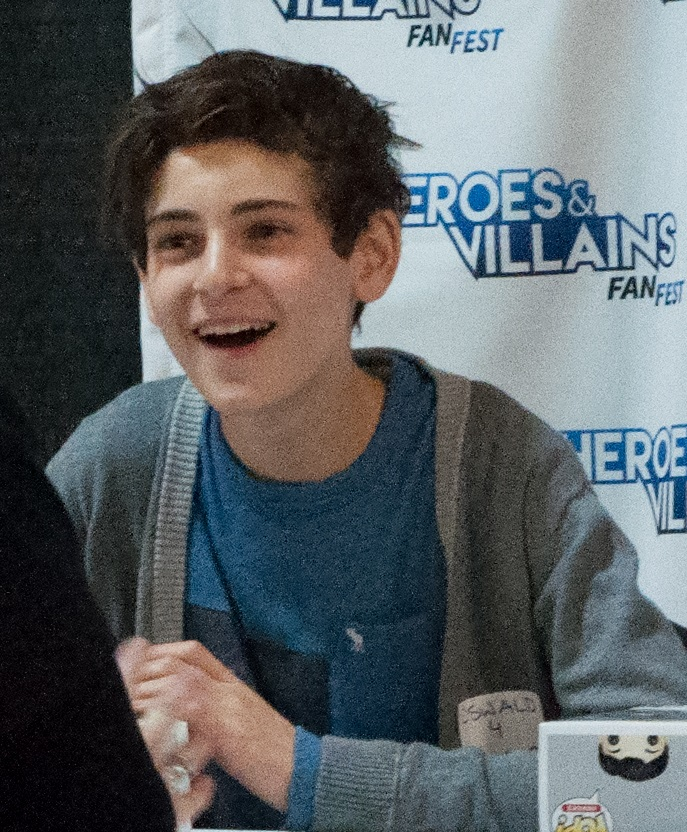
David Mazouz en 2016.

| Año  | Título                   | Personaje       | Notas                    |
| ---- | ------------------------ | --------------- | ------------------------ |
| 2010 | Amish Grace              | Andy Roberts    | Película para televisión |
| 2011 | Coming & Going           | Timmy           | papel fugas              |
| 2013 | Sanitarium               | Steve Mansworth | Papel principal          |
| 2013 | Dear Dumb Diary          | Hudson Rivers   | Película para televisión |
| 2014 | El inventor de juegos    | Iván Dragó      | Protagonista             |
| 2016 | Incarnate                | Cameron Sparrow | Papel principal          |
| 2016 | 6 Miranda Drive          | Michael Taylor  | Papel principal          |
| 2021 | The Birthday Cake (film) | joven Gio       | Papel Principal          |

| Año       | Título           | Personaje                     | Notas            |
| --------- | ---------------- | ----------------------------- | ---------------- |
| 2010      | Mike & Molly     | Randy                         | 1 episodio       |
| 2011      | Private Practice | Marshall Rakoff               | 1 episodio       |
| 2011      | Criminal Minds   | Ryan Hall                     | 1 episodio       |
| 2011      | The Office       | Bert California               | 1 episodio       |
| 2012      | Daybreak         | Jacob "Jake" Bohm             | 1 episodio       |
| 2012—2013 | Touch            | Jacob "Jake" Bohm             | Protagonista     |
| 2013      | Major Crimes     | Steve                         | 1 episodio       |
| 2014      | Drop Dead Diva   | Ryan Hacher                   | 1 episodio       |
| 2014—2019 | Gotham           | Bruce Wayne / Batman          | Protagonista     |
| 2017      | Family Guy       | Compañero de trabajo de Peter | 1 episodio (voz) |

| Año  | Título         | Artista               |
| ---- | -------------- | --------------------- |
| 2017 | Find Your Song | Shalhevet High School |
| 2021 | Holy Smokes    | Trippie Redd          |

## Premios y nominaciones
| Año  | Premiación            | Categoría                                           | Trabajo nominado | Resultado | Ref.  |
| ---- | --------------------- | --------------------------------------------------- | ---------------- | --------- | ----- |
| 2013 | Premios Artista Joven | Mejor Actuación en una Serie de Televisión          | Touch            | Nominado  | [ 3 ] |
| 2018 | Premios Saturn        | Mejor Actor/Actriz joven en una serie de televisión | Gotham           | Nominado  |       |